# Lancaster, South Carolina
Lancaster är administrativ huvudort i Lancaster County i den amerikanska delstaten South Carolina. Lancaster grundades i mitten av 1700-talet av bosättare som dels var skottar från Ulster, dels engelsmän som kom från trakter som var kända för Huset Lancaster. Staden har fått sitt namn efter det gamla engelska kungahuset och den röda rosen som stadens symbol har sitt ursprung i Lancasters röda ros. Lancasters smeknamn är The Red Rose City.

## Kända personer från Lancaster
- John McClannahan Crockett, politiker
- Jim Hodges, politiker
- Nina Mae McKinney, skådespelare
- Julie Roberts, countryartist